# Amiota sacculipes
Amiota sacculipes är en tvåvingeart som beskrevs av Maca och Lin 1993. Amiota sacculipes ingår i släktet Amiota och familjen daggflugor.
Artens utbredningsområde är Taiwan. Inga underarter finns listade i Catalogue of Life.